# Совин, Пётр Григорьевич Меньшой
Пётр Григорьевич Меньшой Совин — московский дворянин, дьяк и голова, опричник Ивана Грозного.

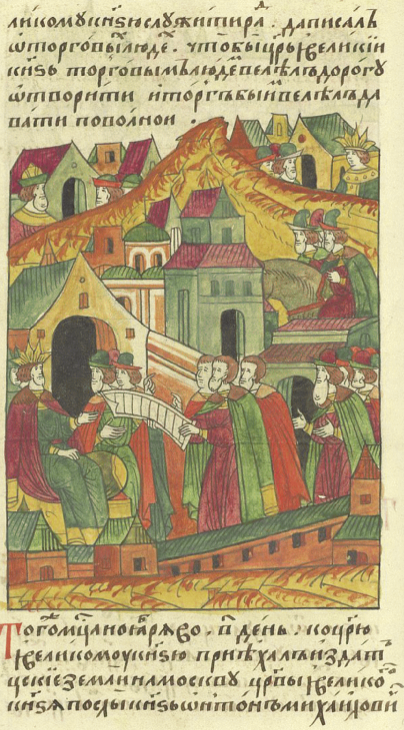
"В том же месяце ноябре во 2 день к царю и великому князю приехади из Датской земли на Москву посол царя и великого князя Антон Михайлович Ромодановский, да Иван Михайлов, сын Висковатого, да дьяк Пётр Григорьев, сын Совина" Лицевой летописный свод (1568 - 1576)

Отец — Григорий Иванович Совин (упоминается в Дворовой тетради, записан по Воротынску), мать — дочь Фёдора Стрешнева.

## Биография
Первое упоминание о П. Г. Совине имеется в Тысячной книге и Дворовой тетради (1550), как сын боярский III статьи по Воротынску.
Встречал в Дорогомилове за посадом польского посланника Андрея Станиславова, смотрел за кормами посольства (11 июня 1552).
Ездил во главе посольства в Ногайскую Орду (апрель 1557—1559).
Пристав у литовского посланника Андрея Ивановича Хорунжего, присутствовал на дипломатическом обеде и потчевал после стола (декабрь 1559).
Встречал за городом литовское посольство Яна Шимкова и Яна Гайко, проживал с ними на подворье, присутствовал на дипломатическом обеде (февраль 1561).
Отправлен в Данию в качестве дьяка в составе посольства Антона Михайловича Ромодановского (август 1562—1563).
Послан на год в г. Свияжск 2-м городничим (апрель 1554). Числился в опричнине и в конце лета (1570) отправлен в Новгород-Великий в качестве специального царского посланника. В середине октября вывез в Москву 13 тысяч рублей, взысканных опричниками с новгородских монастырей.
Голова в Орле (осень 1577), 2-й голова в Чернигове (1582), откуда был переведён в Стародуб, снова 2-й голова в Чернигове (1583), голова в Козельске в должности 2-го судьи (1586), голова в Болхове (1588), в Стародубе (1589).
Упоминается в Шведском походе среди голов «у государева царёва….кошу» (зима 1589/90).
Прибыл в Новосиль головой под команду к воеводе князю Ф. И. Литвинову-Мосальскому (осень 1590).
Голова в Стародубе (1592). Ездил описывать вотчины Троице-Сергиева монастыря в Угличском, Пошехонском и Белозерском уездах (1593—1594).
Упомянут среди голов «которым сторожи ставить» в царском стане во время Серпуховского похода царя Бориса Годунова (апрель 1598).
Голова в Почепе у воеводы князя Н. Тюфякина (1601).
Родная сестра Петра Григорьевича замужем за видным опричником Р. Ф. Алферьевым.